# 始発 (自動車)
始発（しはつ、韓国語：시발シ-バル）は、国際車両工業社が製作した自動車の名称で、韓国国内で初めて生産された韓国車である。

## 概要
1955年8月、当時ソウル市で整備業を営んでいたチェ・ムソンとその兄弟らが、米軍から払い下げを受けた、ジープのエンジンや変速機を流用し、車体はドラム缶を加工して製作したものである。
シバルは当初、手工業的手法で製作していたため、完成までに4か月あまりを費やしていた。その年の10月に行われた光復10周年を記念して開かれた産業博覧会にシバルを出品したところ、最優秀賞に選定されただけでなく、大統領賞をも受賞、新聞で大きく取り上げられたこともあって注文が殺到した。大統領賞を受賞し、注文が殺到したことで得た契約金で工場の設備を整え、量産体制に入ることができた。
主にタクシー用の車として使用され、生産を終えた1963年5月までに3,000台余が生産された。2ドアだが、タクシーとして使う場合は、助手席を倒して乗客が乗り込んでいたという。現在、韓国で保存されているシバルは5台ほどである。